# زبان اشاره یونانی
زبان اشاره یونانی زبان اشاره‌ای است که توسط ناشنوایان و کم شنوایان در یونان استفاده می‌شود.